# لیوو
لیوو (به ایتالیایی: Livo) یک کومونه در ایتالیا است که در ترنتینو واقع شده‌است.

## خصوصیات
لیوو ۱۵٫۲ کیلومترمربع مساحت و ۹۰۳ نفر جمعیت دارد.